# Волощук Ярослав Іванович
Яросла́в Іва́нович Волощу́к (19 квітня 1926, Липів Ріг — 31 жовтня 2005, Київ) — український самбіст, заслужений тренер УРСР та СРСР.

## Життєпис

Могила Ярослава Волощука, Байкове кладовище

Народився 1926 року в селі Липів Ріг (сучасний Ніжинський район, Чернігівська область). З початком війни родина евакуювалася у Воронезьку область; Ярослав працював конюхом. Згодом родина перебралася в Самарську область, працював ковалем.
Учасник Другої світової війни з 1943 року, розвідник, ходив через лінію фронту за «язиками». Під Клайпедою полонив офіцера-штабіста; зазнав поранення ніг, демобілізували. Загалом зазнав 13 поранень, кінець війни зустрів у госпіталі в Лієпаї, демобілізований з РА в 1946 році. Працював у Ніжині водієм. У Києві його помітив учитель Іван Кириченко й зарахував по класу штанги. Займався греко-римською боротьбою. В 1948 році на чемпіонаті УРСР посів третє місце.
Чемпіон СРСР — 1954 та 1955 роки, срібний призер (1958). Семиразовий чемпіон УРСР (1951—1954, 1957 і ще) із самбо. Від 1949 року виступав за спортивне товариство «Динамо» (Київ) у ваговій категорії до 80 кг. Тренери — В. Штекель, Василь Рибалко, Арам Ялтирян.
Заслужений тренер УРСР — 1966 року по самбо, 1971-го — по дзюдо; та СРСР — 1968 року по самбо та 1975-го по дзюдо.
1958 року закінчив Національний університет фізичного виховання і спорту України|Київський інститут фізичної культури.
Від 1958 року працював старшим тренером спортивного товариства «Динамо» (Київ). В 1972—1977 роках — тренер збір. команди СРСР. Серед вихованців — Валерій Двойников, Сергій Мельниченко, Сергій Новиков, Володимир Саунін, Олександр Шуклін.
Помер 31 жовтня 2005 року в Києві, похований разом з дружиною на Байковому кладовищі (ділянка № 49а).